# 杨道喜
杨道喜（1954年—），广西钦州人，汉族，中华人民共和国政治人物、第十二届全国人民代表大会广西地区代表。
毕业于广西大学政治经济学专业。加入中国共产党。2013年，担任全国人大代表。